# جوستين بيريز
جوستين بيريز (بالإسبانية: Justin Allen Pérez)‏ (9 فبراير 1992 بإيغل باس في الولايات المتحدة - ) هو لاعب كرة قدم مكسيكي في مركز حراسة المرمى. لعب مع نادي مونتيري.

## وصلات خارجية
- جوستين بيريز على موقع قاعدة بيانات كرة القدم.إي يو (الإنجليزية)
- جوستين بيريز على موقع Soccerway.com (الإنجليزية)
- جوستين بيريز على موقع AS.com (الإسبانية)